# Otholobium striatum
Otholobium striatum là một loài thực vật có hoa trong họ Đậu. Loài này được (Thunb.) C.H.Stirt. miêu tả khoa học đầu tiên.